# Kościół Najświętszego Serca Jezusowego w Radowie
Kościół pw. Najświętszego Serca Jezusowego w Radowie – rzymskokatolicki kościół filialny w Radowie, w powiecie słubickim, w województwie lubuskim. Administracyjnie należy do dekanatu Rzepin w diecezji zielonogórsko-gorzowskiej.